# Amarok (album)
Amarok – trzynasty album studyjny brytyjskiego muzyka Mike’a Oldfielda nagrany w 1990 roku. Płyta ta była przedostatnią, jaką nagrał dla wytwórni Virgin Records.
Album zawiera pojedynczy godzinny utwór „Amarok”, który jednak zwyczajowo dzielony jest na części według załączonych do albumu reprodukcji notatek artysty. W nagraniu wykorzystano nietypowe dźwięki, takie jak np. dźwięk skrzyni z narzędziami i szczoteczki do zębów.

## Części utworu Amarok
Album zawiera:

1. „Amarok” – 60:02
2. 0:00 – Fast Riff Intro
3. 2:32 – Intro
4. 5:46 – Climax I – 12 Strings
5. 6:18 – Soft Bodhran
6. 7:20 – Rachmaninov I
7. 8:35 – Soft Bodhran 2
8. 9:29 – Rachmaninov II
9. 9:56 – Roses
10. 10:42 – Reprise I – Intro
11. 12:45 – Scot
12. 13:16 – Didlybom
13. 15:00 – Mad Bit
14. 15:56 – Run In
15. 16:11 – Hoover
16. 18:00 – Fast Riff
17. 19:57 – Lion
18. 21:57 – Fast Waltz
19. 23:42 – Stop
20. 24:33 – Mad Bit 2
21. 24:46 – Fast Waltz 2
22. 25:06 – Mandolin
23. 26:07 – Intermission
24. 26:23 – Boat
25. 29:27 – Intro Reprise 2
26. 32:07 – Big Roses
27. 33:13 – Green Green
28. 34:24 – Slow Waltz
29. 36:04 – Lion Reprise
30. 37:05 – Mandolin Reprise
31. 37:47 – TV am/Hoover/Scot
32. 39:50 – Fast Riff Reprise
33. 42:22 – Boat Reprise
34. 43:32 – 12 Rep / Intro Waltz
35. 44:12 – Green Reprise
36. 44:46 – Africa I: Far Build
37. 48:00 – Africa I: Far Dip
38. 48:46 – Africa I: Pre Climax
39. 49:32 – Africa I: 12 Climax
40. 50:24 – Africa I: Climax I
41. 51:00 – Africa II: Bridge
42. 51:17 – Africa II: Riff
43. 51:34 – Africa II: Boats
44. 51:52 – Africa II: Bridge II
45. 52:10 – Africa II: Climax II
46. 54:22 – Africa III: Baker

## Twórcy
Twórcami albumu są:
- Mike Oldfield – głos, gitary, wszelkie instrumenty
- Janet Brown – głos Margaret Thatcher
- Jabula – chór afrykański, perkusja
- Paddy Moloney – tin whistle
- Clodagh Simmonds – śpiew
- Bridget St John – śpiew